# 服部民夫
服部 民夫（はっとり たみお、1947年 - 2015年8月5日）は、日本の社会学者、韓国経済研究者、東京大学名誉教授。元現代韓国朝鮮学会会長。組織学会高宮賞受賞。

## 来歴
大阪府生まれ。
1971年、同志社大学文学部社会学科卒業。アジア経済研究所に入所。在職中、ソウル大学校、ハーバード大学客員研究員を務めた。
1991年、東京経済大学経営学部教授。
1996年、同志社大学文学部社会学科教授。
2002年、東京大学学大学院人文社会系研究科教授。
2004年、現代韓国朝鮮学会会長（2006年まで）。
2012年、東大を定年退職し、東京大学名誉教授。
2015年、死去。

## 書籍
著書
- 韓国の経営発展（文眞堂、1988年）
- 韓国：ネットワークと政治文化（東京大学出版会、1992年）
- 開発の経済社会学 韓国の経済発展と社会変容（文眞堂、2005年）
- 東アジア経済の発展と日本 組立型工業化と貿易関係（東京大学出版会、2007年）

共著・編著
- 韓国の企業「人と経営」 有力20財閥・200社の戦略（日本経済新聞社 1985年） - 大道康則共著
- 韓国政治エリート研究資料 職位と略歴（東京大学東洋文化研究所附属東洋学文献センター、1987年） - 鐸木昌之共編
- 韓国の工業化 発展の構図（アジア経済研究所、1987年）
- 韓国・台湾の発展メカニズム（アジア経済研究所、1996年） - 佐藤幸人共編
- 韓国経済の解剖 先進国移行論は正しかったのか（文眞堂、2001年） - 松本厚治共編著
- 韓国社会と日本社会の変容 市民・市民運動・環境（慶應義塾大学出版会、2005年） - 金文朝共編
- 日韓政治社会の比較分析（慶應義塾大学出版会、2006年） - 張達重共編

翻訳
- 李光奎『韓国家族の構造分析』（国書刊行会、1978年）